# Dinocefale
Dinocefale (Dinocephalia) – podrząd gadów ssakokształtnych z rzędu terapsydów.
Żyły w epoce późnego permu na terenach współczesnej Afryki, Europy, Ameryki Północnej, Azji oraz Południowej Afryki. Posiadały mocne, masywne kończyny przednie, stosunkowo słabe kończyny tylne, masywny szkielet, długi ogon. Cechowała je masywna głowa ze zgrubiałymi kośćmi po bokach, układającymi się w wały, wydatne guzki lub formy przypominające rogi. Zgrubienia te były im prawdopodobnie pomocne podczas toczenia walk godowych. Długość ciała do 6 m. Prawdopodobnie były stałocieplne. Były zarówno mięsożerne, jak i roślinożerne. Gatunki mięsożerne posiadały ostre, szablaste zęby.
Do dinocefali zalicza się m.in. następujące rodzaje: anteozaur, jonkeria, moschops, tapinocefal, tytanofon, tytanozuch, ulemozaur.